# Oechalia pacifica
Oechalia pacifica är en insektsart som först beskrevs av Carl Stål 1859.  Oechalia pacifica ingår i släktet Oechalia och familjen bärfisar. Inga underarter finns listade i Catalogue of Life.